# A Rock and Roll Alternative
| Recensione              | Giudizio |
| ----------------------- | -------- |
| AllMusic                |          |
| Robert Christgau        | C+       |
| Dizionario del Pop-Rock |          |

A Rock and Roll Alternative è un album del gruppo musicale statunitense Atlanta Rhythm Section, pubblicato dalla Polydor Records nel dicembre del 1976.

## Tracce

### LP (1976, Polydor Records, PD-1-6080)
Lato A (PD-1-6080 A)
1. Sky High – 5:17 (Buddy Buie, Robert Nix, Dean Daughtry, Ronnie Hammond)
2. Hitch Hikers' Hero – 3:37 (Buddy Buie, Robert Nix)
3. Don't Miss the Message – 3:32 (Buddy Buie, J.R. Cobb, Robert Nix)
4. Georgia Rhythm – 4:53 (Buddy Buie, J.R. Cobb, Robert Nix)

Durata totale: 17:19
Lato B (PD-1-6080 B)
1. So in to You – 4:20 (Buddy Buie, Robert Nix, Dean Daughtry)
2. Outside Woman Blues – 4:53 (Blind Joe Reynolds)
3. Everybody Gotta Go – 4:11 (Buddy Buie, Robert Nix, Dean Daughtry)
4. Neon Nites – 3:58 (Buddy Buie, Robert Nix)

Durata totale: 17:22

## Formazione
- Ronnie Hammond – voce solista, cori
- Barry Bailey – chitarra solista
- J.R. Cobb – chitarra ritmica
- Paul Goddard – basso
- Dean Daughtry – tastiere
- Robert Nix – batteria, cori

### Produzione
- Buddy Buie – produzione
- Robert Nix e J.R. Cobb – produttori associati
- Registrazioni effettuate presso lo Studio One di Doraville, Georgia (Stati Uniti)
- Rodney Mills – ingegnere delle registrazioni e del mixaggio
- Rodney Mills e Bob Ludwig – mastering
- Mike McCarty e Buddy Buie – grafica copertina album originale
- Mike McCarty – design copertina album originale
- Jim Wiggins (colorato da McCarty) – foto copertina album originale[6]

## Successo commerciale
Album
| Anno | Classifica    | Posizione massima |
| ---- | ------------- | ----------------- |
| 1977 | Billboard 200 | 11                |